# Петров, Евгений Валерьевич
Евгений Валерьевич Петров (1 июня 1989, Чебоксары) — российский биатлонист, чемпион и неоднократный призёр чемпионата России, чемпион и неоднократный призёр чемпионата мира среди юниоров. Мастер спорта России.

## Биография
Начал заниматься биатлоном с десяти лет, воспитанник РСДЮСШОР № 2 г. Чебоксары, тренеры — Геральд Прокопьевич Салдимиров, Маргарита Салдимирова, В. В. Брагин. Выступал за Чувашию, также в разные периоды карьеры представлял Москву, Ханты-Мансийский АО и Мордовию.

### Юниорская карьера
В юниорских чемпионатах мира впервые принял участие в 2008 году в Рупольдинге среди 19-летних спортсменов, лучшими результатами стали пятые места в индивидуальной гонке и эстафете. В 2009 году в Канморе выступал уже среди 21-летних биатлонистов, стал серебряным призёром в эстафете (вместе с Тимофеем Лапшиным, Павлом Магазеевым и Алексеем Волковым), а также занял 42-е место в индивидуальной гонке.
На юниорском чемпионате мира 2010 года в Турсбю стал чемпионом в спринте, бронзовым призёром в гонке преследования и в эстафете (вместе с Назиром Рабадановым, Андреем Тургеневым и Дмитрием Кононовым), а в индивидуальной гонке финишировал 27-м. В том же сезоне участвовал в юниорском чемпионате Европы в Отепя, стал серебряным призёром в смешанной эстафете и спринте и занял четвёртое место в пасьюте.
На чемпионате мира по летнему биатлону 2010 года в Душники-Здруй собрал медали всех достоинств — стал победителем в смешанной эстафете, третьим в спринте и вторым — в гонке преследования.
Становился победителем первенства России среди юниоров.

### Взрослая карьера
В сезоне 2010/11 участвовал в Кубке IBU, принял участие в пяти гонках, лучшим результатом стало 14-е место в спринте на этапе в Банско. Также стартовал в одной гонке в сезоне 2007/08.
В 2016 году участвовал в чемпионате мира по летнему биатлону в Отепя, занял 52-е место в спринте и 49-е — в гонке преследования.
На уровне чемпионата России становился чемпионом в 2012 году в командной гонке, бронзовым призёром в 2014 году в эстафете и командной гонке, в 2017 году — в индивидуальной гонке. Бронзовый призёр чемпионата России по летнему биатлону 2016 года в масс-старте.
Становился победителем этапов Кубка России.
Окончил Чувашскую государственную сельскохозяйственную академию.